# 扎希爾齊 (利維夫州)
49°57′27″N 24°58′37″E / 49.95750°N 24.97694°E
扎希爾齊（羅馬化：Zahirtsi）是烏克蘭西部的村莊，隸屬利維夫州的佐洛奇夫區。該村面積0.49平方公里，海拔高度281米，2022年人口60，人口密度每平方公里166.33人。